# نائلة والانتفاضة
نائلة والانتفاضة (بالإنجليزية: Naila and the Uprising) هو فيلم وثائقي صدر عام 2017، من إخراج جوليا باشا، يسلط الضوء على الدور القيادي للفلسطينيات في الانتفاضة الفلسطينية الأولى، من خلال قصة الناشطة نائلة عياش التي كانت في طليعة الحراك النسوي والمقاومة اللاعنفية ضد الاحتلال الإسرائيلي في أواخر الثمانينيات.

## خلفية

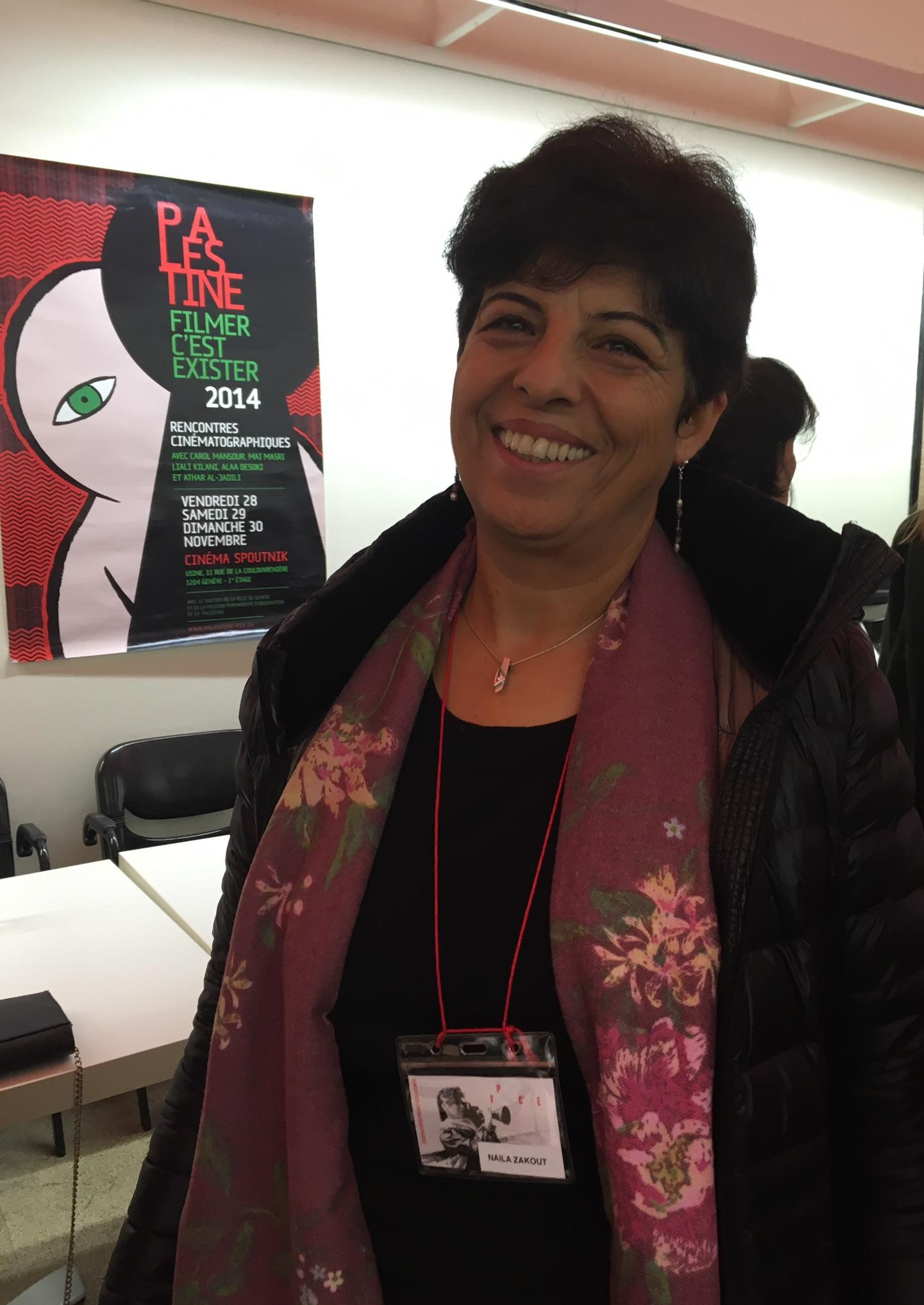
نائلة عام 2019

وُلدت نائلة عياش في مدينة نابلس عام 1961، ونشأت في بيئة سياسية نشطة. انضمت في شبابها إلى الجبهة الديمقراطية لتحرير فلسطين، وشاركت في تنظيم العمل النسوي والمجتمعي في قطاع غزة. في عام 1987، وأثناء حملها، اعتُقلت من قبل جهاز الشاباك الإسرائيلي، وتعرضت للتعذيب في مركز توقيف المسكوبية في القدس، مما أدى إلى إجهاضها، كما مُنعت من تلقي العلاج الطبي. بعد تقرير صحفي من صحيفة حداشوت الإسرائيلية كشف التعذيب، أُطلقت سراحها في وقت لاحق من العام نفسه.  لاحقًا، ساهمت في تأسيس مركز شؤون المرأة في غزة، ولعبت دورًا محوريًا في تنظيم الاحتجاجات والمبادرات النسوية خلال الانتفاضة.

## ملخص الفيلم
يروي الفيلم قصة نائلة عياش، التي اضطرت للاختيار بين الحب، والعائلة، والحرية، فقررت احتضان الثلاثة معًا. انضمت إلى شبكة سرية من النساء الفلسطينيات اللواتي قدن حركة مقاومة مدنية خلال الانتفاضة الأولى. استخدم الفيلم مزيجًا من الرسوم المتحركة التعبيرية، والمقابلات الشخصية، واللقطات الأرشيفية النادرة، ليبرز الدور الخفي والفعّال للنساء في النضال الفلسطيني، والذي غالبًا ما جرى تجاهله في السرد التاريخي السائد.

## الإنتاج
أنتجت الفيلم منظمة جست فيجن، وهي منظمة غير ربحية تهدف إلى تسليط الضوء على القيادات المجتمعية الفلسطينية والإسرائيلية التي تعمل على إنهاء الاحتلال من خلال وسائل غير عنيفة. تولت رولا سلمة وريبيكا وينغرت-جابي الإنتاج، بينما شغلت سهاد بابا، وأبيغيل ديزني، وجيني ريتكر، وباربرا دوبكين، وديردري هيغارتي، وجوان بلات، وشبكة النساء المانحات مناصب المنتجين التنفيذيين.

## الاستقبال
حظي الفيلم بإشادة نقدية واسعة، حيث وصفته مجلة هوليوود ريبورتر بأنه "صادم ومحزن في آن"، مشيدة بتسليطه الضوء على الدور القيادي للنساء خلال الانتفاضة. كما اعتبره خليل بوعروج من مؤسسة الدراسات الفلسطينية بأنه "الفيلم الوثائقي الذي يعكس حركة #أنا_أيضًا في السياق الفلسطيني"، مشيرًا إلى أن النساء كدن يحققن النصر لولا تهميشهن من قبل القيادات الذكورية التقليدية. ووصفت جنيفر كريرى من صحيفة هونج كونج فري برس الفيلم بأنه "قصة مؤلمة تُروى برسومات دقيقة تُجسد الخسارة والمقاومة والأمل الراسخ".

## الجوائز والمهرجانات
شارك الفيلم في عدة مهرجانات دولية، منها:
- مهرجان DOC NYC (العرض العالمي الأول)
- مهرجان IDFA (العرض الأوروبي الأول)
- مهرجان دبي السينمائي الدولي (العرض الأول في الشرق الأوسط)
- مهرجان حقوق الإنسان في لندن
- مهرجان أفلام